# Palazzo del Sole di Kumsusan
Il Palazzo del Sole di Kumsusan (in coreano Kŭmsusan T'aeyang Kungjǒn - chosŏn'gŭl: 금수산태양궁전, hanja: 錦繡山太陽宮殿) in precedenza noto come Palazzo memoriale di Kumsusan, talvolta indicato come Mausoleo di Kim Il-sung, è un edificio situato nella zona nord-est della città di Pyongyang, in Corea del Nord. Ospita le salme di Kim Il-sung, fondatore e presidente eterno dello stato nordcoreano, e del figlio Kim Jong-il, suo successore.
Costruito nel 1976 per fungere da dimora istituzionale di Kim Il-sung, fu trasformato alla sua morte (nel 1994) in un mausoleo per volere del figlio Kim Jong-il. La conversione ebbe un costo stimato tra i 100 milioni e i 900 milioni di dollari USA.
All'interno dell'edificio i corpi imbalsamati di Kim Il-sung e del figlio Kim Jong-il (morto nel 2011) sono esposti ai visitatori in un sarcofago di vetro, coperti dalla bandiera del Partito dei Lavoratori di Corea.
Il palazzo di Kumsusan è il più grande mausoleo al mondo dedicato a un leader comunista: tra di essi è altresì il solo ad ospitare più di una salma.

## Visite

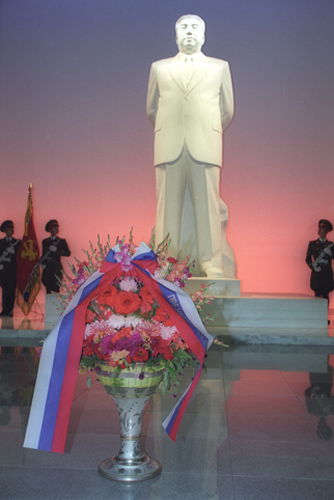
Statua di Kim Il-sung all'interno del palazzo.

L'accesso ai visitatori stranieri è concesso solo il giovedì e la domenica, e solo con un accompagnatore nominato dal governo. È fatto obbligo a tutti i visitatori di vestirsi e comportarsi elegantemente (ad esempio è proibito mettersi le mani in tasca o tenere le braccia conserte), di stare in silenzio, di non fumare, di non effettuare riprese video o fotografiche.
Si entra tramite un sottopassaggio che si trova presso la prospiciente fermata del tram. Prima di entrare bisogna lasciare borse, giacche e indumenti ingombranti in un guardaroba. Il sottopasso conduce in una grande sala ipostila marmorea, illuminata tenuemente di rosso, con al centro le statue di Kim Il Sung e di Kim Jong-il. Qui ai visitatori viene consegnata un'audioguida e gli inservienti li conducono in un'altra stanza, piena di statue bronzee di uomini piangenti. Si sale quindi in ascensore al secondo piano, laddove riposano le salme imbalsamate dei leader nordcoreani. I visitatori vengono fatti avvicinare ai feretri in gruppi di quattro persone e sono tenuti ad inchinarsi al loro cospetto.

## Museo
Nelle altre sale dell'edificio è allestito una sorta di museo dei cimeli di Kim Il-sung: decorazioni militari e civili, premi, regali, oggetti da tutto il mondo. Tra i cimeli vi sono molti diplomi di laurea, tra cui uno della statunitense Kensington University, in California (istituto privato comunemente noto per la scarsa serietà e l'abitudine a rilasciare diplomi a pagamento, chiuso nel 2003).

I corpi di Kim Il-sung e Kim Jong-il sono coperti dalla bandiera del Partito dei Lavoratori di Corea.

Tra le varie altre bizzarrie, una "medaglia della pace" giapponese è posta vicino alla "Medaglia per la vittoria sul Giappone" assegnatagli dall'URSS. Alle pareti sono appesi numerosi quadri e fotografie del presidente e di illustri visitatori stranieri giunti in Corea del Nord, quali Hosni Mubarak, Muʿammar Gheddafi, Mao Zedong, Nicolae Ceaușescu, Erich Honecker, Gustáv Husák, Wojciech Jaruzelski, Todor Zhivkov, János Kádár, Fidel Castro, Josip Broz Tito, Houari Boumedienne, Moktar Ould Daddah, Yasser Arafat, Iosif Stalin, Nikita Kruscev, Leonid Il'ič Brežnev, Konstantin Ustinovič Černenko, Michail Gorbaciov, Che Guevara, e Jimmy Carter.

## Dopo la morte di Kim Jong-il
A seguito della morte di Kim Jong-il nel dicembre 2011, la sua salma fu esposta in camera ardente al palazzo per 10 giorni. Il 28 dicembre 2011 il palazzo e il piazzale prospiciente furono la location principale della lunga cerimonia funebre, protrattasi complessivamente per due giorni.
Il 12 gennaio 2012 le autorità nordcoreane annunciarono che il corpo di Kim Jong-il sarebbe stato preservato ed esposto accanto a quello del padre: l'annuncio ha avuto seguito dal 17 dicembre 2012, previ alcuni lavori di ristrutturazione. A decorrere da tale data accanto al corpo di Kim Il-sung è esposto quello di Kim Jong-il, i cui cimeli sono stati altresì aggiunti al museo annesso. In tale circostanza un cortile dell'edificio è stato inoltre convertito in parco pubblico.
Il 16 febbraio 2012, 70º compleanno di Kim Jong-il, l'edificio assunse la denominazione corrente di Palazzo del Sole di Kumsusan con un decreto ufficiale del governo nordcoreano. Una parata militare e uno spettacolo pirotecnico sottolinearono l'evento.